# دنیسون (مینه‌سوتا)
دنیسون، مینه‌سوتا (به انگلیسی: Dennison, Minnesota) یک شهر در ایالات متحده آمریکا است که در مینه‌سوتا واقع شده‌است.

## خصوصیات
دنیسون ۳٫۲۶ کیلومترمربع مساحت و ۲۱۲ نفر جمعیت دارد و ۲۹۶ متر بالاتر از سطح دریا واقع شده‌است.